# Mohpada Alias Wasambe
Mohpada Alias Wasambe là một thị trấn thống kê (census town) của quận Raigarh thuộc bang Maharashtra, Ấn Độ.

## Nhân khẩu
Theo điều tra dân số năm 2001 của Ấn Độ, Mohpada Alias Wasambe có dân số 8735 người. Phái nam chiếm 54% tổng số dân và phái nữ chiếm 46%. Mohpada Alias Wasambe có tỷ lệ 76% biết đọc biết viết, cao hơn tỷ lệ trung bình toàn quốc là 59,5%: tỷ lệ cho phái nam là 80%, và tỷ lệ cho phái nữ là 71%. Tại Mohpada Alias Wasambe, 16% dân số nhỏ hơn 6 tuổi.